# Campeonato dos Quatro Continentes de Patinação Artística no Gelo de 2013
O Campeonato dos Quatro Continentes de Patinação Artística no Gelo de 2013 foi a décima quinta edição da competição, um evento anual de patinação artística no gelo organizado pela União Internacional de Patinação (em inglês:  International Skating Union) onde os patinadores artísticos competem pelo título de campeão dos quatro continentes. Os quatro continentes do nome da competição se referem às Américas, África, Ásia e Oceania. A competição foi disputada entre os dias 6 de fevereiro e 11 de fevereiro, na cidade de Osaka, Japão.

## Eventos
- Individual masculino
- Individual feminino
- Duplas
- Dança no gelo

## Medalhistas
| Evento                        | Ouro                                         | Prata                                            | Bronze                                            |
| Individual masculino detalhes | Kevin Reynolds · Canadá                      | Yuzuru Hanyu · Japão                             | Yan Han · China                                   |
| Individual feminino detalhes  | Mao Asada · Japão                            | Akiko Suzuki · Japão                             | Kanako Murakami · Japão                           |
| Duplas detalhes               | Meagan Duhamel · Eric Radford · Canadá       | Kirsten Moore-Towers · Dylan Moscovitch · Canadá | Marissa Castelli · Simon Shnapir · Estados Unidos |
| Dança no gelo detalhes        | Meryl Davis · Charlie White · Estados Unidos | Tessa Virtue · Scott Moir · Canadá               | Madison Chock · Evan Bates · Estados Unidos       |

## Resultados

### Individual masculino
| Pos.              | Nome                       | Nacionalidade  | Pontos | PC         | PL          |
| ----------------- | -------------------------- | -------------- | ------ | ---------- | ----------- |
| Medalha de ouro   | Kevin Reynolds             | Canadá         | 250.55 | 78.34 (6)  | 172.21 (1)  |
| Medalha de prata  | Yuzuru Hanyu               | Japão          | 246.38 | 87.65 (1)  | 158.73 (3)  |
| Medalha de bronze | Yan Han                    | China          | 235.22 | 85.08 (2)  | 150.14 (5)  |
| 4                 | Max Aaron                  | Estados Unidos | 234.65 | 72.46 (10) | 162.19 (2)  |
| 5                 | Richard Dornbush           | Estados Unidos | 234.04 | 83.01 (3)  | 151.03 (4)  |
| 6                 | Song Nan                   | China          | 228.46 | 81.16 (5)  | 147.30 (6)  |
| 7                 | Daisuke Takahashi          | Japão          | 222.77 | 82.62 (4)  | 140.15 (8)  |
| 8                 | Takahito Mura              | Japão          | 218.08 | 78.03 (8)  | 140.05 (9)  |
| 9                 | Ross Miner                 | Estados Unidos | 214.36 | 74.01 (9)  | 140.35 (7)  |
| 10                | Andrei Rogozine            | Canadá         | 201.99 | 70.58 (11) | 131.41 (11) |
| 11                | Misha Ge                   | Uzbequistão    | 201.71 | 70.26 (12) | 131.45 (10) |
| 12                | Denis Ten                  | Cazaquistão    | 197.26 | 78.05 (7)  | 119.21 (17) |
| 13                | Wang Yi                    | China          | 195.01 | 68.24 (13) | 126.77 (13) |
| 14                | Christopher Caluza         | Filipinas      | 186.79 | 58.53 (16) | 128.26 (12) |
| 15                | Abzal Rakimgaliev          | Cazaquistão    | 185.81 | 60.83 (15) | 124.98 (14) |
| 16                | Michael Christian Martinez | Filipinas      | 178.08 | 64.02 (14) | 113.46 (18) |
| 17                | Lee June-hyoung            | Coreia do Sul  | 176.39 | 55.63 (18) | 120.76 (16) |
| 18                | Elladj Balde               | Canadá         | 176.33 | 51.91 (20) | 124.42 (15) |
| 19                | Kim Jin-seo                | Coreia do Sul  | 171.01 | 58.04 (17) | 112.97 (19) |
| 20                | Kim Min-Seok               | Coreia do Sul  | 137.63 | 51.43 (21) | 86.20 (20)  |
| 21                | Brendan Kerry              | Austrália      | 134.26 | 53.37 (19) | 80.89 (21)  |
| 22                | Jordan Ju                  | Taipé Chinesa  | 121.11 | 42.78 (22) | 78.33 (22)  |
| 23                | David Kranjec              | Austrália      | 115.82 | 40.51 (23) | 75.31 (23)  |

### Individual feminino
| Pos.              | Nome               | Nacionalidade  | Pontos | PC         | PL         |
| ----------------- | ------------------ | -------------- | ------ | ---------- | ---------- |
| Medalha de ouro   | Mao Asada          | Japão          | 205.45 | 74.49 (1)  | 130.96 (1) |
| Medalha de prata  | Akiko Suzuki       | Japão          | 190.08 | 65.65 (2)  | 124.43 (2) |
| Medalha de bronze | Kanako Murakami    | Japão          | 181.03 | 64.04 (3)  | 116.99 (3) |
| 4                 | Christina Gao      | Estados Unidos | 176.28 | 62.34 (4)  | 113.94 (5) |
| 5                 | Zijun Li           | China          | 170.42 | 54.51 (10) | 115.91 (4) |
| 6                 | Gracie Gold        | Estados Unidos | 166.66 | 60.36 (5)  | 106.30 (6) |
| 7                 | Kaetlyn Osmond     | Canadá         | 159.38 | 56.22 (8)  | 103.16 (7) |
| 8                 | Agnes Zawadzki     | Estados Unidos | 158.99 | 57.45 (7)  | 101.54 (8) |
| 9                 | Amélie Lacoste     | Canadá         | 155.08 | 54.74 (9)  | 100.34 (9) |
| 10                | Zhang Kexin        | China          | 148.34 | 57.56 (6)  | 90.78 (11) |
| 11                | Julianne Séguin    | Canadá         | 146.58 | 46.82 (12) | 99.76 (10) |
| 12                | Brooklee Han       | Austrália      | 134.90 | 48.54 (11) | 86.36 (12) |
| 13                | Reyna Hamui        | México         | 123.69 | 43.72 (14) | 79.97 (13) |
| 14                | Chantelle Kerry    | Austrália      | 118.11 | 43.93 (13) | 74.18 (14) |
| 15                | Crystal Kiang      | Taipé Chinesa  | 109.15 | 37.99 (18) | 71.16 (15) |
| 16                | Yeon Jun Park      | Coreia do Sul  | 106.79 | 39.78 (15) | 67.01 (18) |
| 17                | Melissa Bulanhagui | Filipinas      | 106.36 | 38.58 (17) | 67.78 (17) |
| 18                | Lejeanne Marais    | África do Sul  | 105.06 | 34.28 (19) | 70.78 (16) |
| 19                | Melinda Wang       | Taipé Chinesa  | 96.95  | 39.75 (16) | 57.20 (20) |
| 20                | Ami Parekh         | Índia          | 88.39  | 30.07 (20) | 58.32 (19) |

### Duplas
| Pos.              | Nome                                    | Nacionalidade  | Pontos | PC        | PL         |
| ----------------- | --------------------------------------- | -------------- | ------ | --------- | ---------- |
| Medalha de ouro   | Meagan Duhamel / Eric Radford           | Canadá         | 199.18 | 70.44 (1) | 128.74 (2) |
| Medalha de prata  | Kirsten Moore-Towers / Dylan Moscovitch | Canadá         | 196.78 | 66.33 (2) | 130.45 (1) |
| Medalha de bronze | Marissa Castelli / Simon Shnapir        | Estados Unidos | 170.10 | 53.06 (3) | 117.04 (3) |
| 4                 | Felicia Zhang / Nathan Bartholomay      | Estados Unidos | 167.30 | 52.98 (4) | 114.32 (4) |
| 5                 | Peng Cheng / Zhang Hao                  | China          | 164.82 | 52.46 (5) | 112.36 (6) |
| 6                 | Paige Lawrence / Rudi Swiegers          | Canadá         | 162.30 | 48.76 (7) | 113.54 (5) |
| 7                 | Wang Wenting / Zhang Yan                | China          | 145.56 | 51.26 (6) | 94.30 (7)  |
| WD                | Alexa Scimeca / Chris Knierim           | Estados Unidos | —      | — (WD)    |            |

### Dança no gelo
| Pos.              | Nome                                           | Nacionalidade  | Pontos | DC         | DL         |
| ----------------- | ---------------------------------------------- | -------------- | ------ | ---------- | ---------- |
| Medalha de ouro   | Meryl Davis / Charlie White                    | Estados Unidos | 187.36 | 74.68 (2)  | 112.68 (1) |
| Medalha de prata  | Tessa Virtue / Scott Moir                      | Canadá         | 184.32 | 75.12 (1)  | 109.20 (2) |
| Medalha de bronze | Madison Chock / Evan Bates                     | Estados Unidos | 160.42 | 65.44 (3)  | 94.98 (5)  |
| 4                 | Maia Shibutani / Alex Shibutani                | Estados Unidos | 159.97 | 63.26 (4)  | 96.71 (4)  |
| 5                 | Piper Gilles / Paul Poirier                    | Canadá         | 157.83 | 60.20 (5)  | 97.63 (3)  |
| 6                 | Nicole Orford / Thomas Williams                | Canadá         | 139.10 | 53.70 (7)  | 85.40 (6)  |
| 7                 | Cathy Reed / Chris Reed                        | Japão          | 131.04 | 53.97 (6)  | 77.07 (7)  |
| 8                 | Danielle O'Brien / Gregory Merriman            | Austrália      | 123.88 | 48.81 (8)  | 75.07 (8)  |
| 9                 | Yu Xiaoyang / Wang Chen                        | China          | 108.82 | 43.17 (11) | 65.65 (9)  |
| 10                | Anna Nagornyuk / Viktor Kovalenko              | Uzbequistão    | 107.02 | 43.32 (10) | 63.70 (10) |
| 11                | Emi Hirai / Marien De La Asuncion              | Japão          | 105.56 | 44.72 (9)  | 60.84 (11) |
| 12                | Bryna Oi / Taiyo Mizutani                      | Japão          | 89.80  | 33.90 (12) | 55.90 (12) |
| 13                | Pilar Maekawa Moreno / Leonardo Maekawa Moreno | México         | 85.02  | 33.37 (13) | 51.65 (13) |

## Quadro de medalhas
| Ordem | País           | Medalha de ouro | Medalha de prata | Medalha de bronze |    | Ordem por total |
| ----- | -------------- | --------------- | ---------------- | ----------------- | -- | --------------- |
| 1     | Canadá         | 2               | 2                |                   | 4  | 1               |
| 2     | Japão          | 1               | 2                | 1                 | 4  | 1               |
| 3     | Estados Unidos | 1               |                  | 2                 | 3  | 3               |
| 4     | China          |                 |                  | 1                 | 1  | 4               |
| TOTAL | TOTAL          | 4               | 4                | 4                 | 12 | —               |